# Салвано (Бергамо)
Салвано је насеље у Италији у округу Бергамо, региону Ломбардија.
Према процени из 2011. у насељу је живело 67 становника. Насеље се налази на надморској висини од 349 м.